# 5328 Nisiyamakoiti
5328 Nisiyamakoiti eller 1989 UH1 är en asteroid i huvudbältet som upptäcktes den 26 oktober 1989 av de båda japanska astronomerna Seiji Ueda och Hiroshi Kaneda i Kushiro. Den är uppkallad efter den japanske amatörastronomen Koichi Nishiyama.
Asteroiden har en diameter på ungefär 4 kilometer.